# Pierre Augustin Riquet
Pierre Augustin Riquet est un homme politique français né le 19 février 1753 à Chepniers (Charente-Maritime) et mort le 14 novembre 1812 à Orignolles (Charente-Maritime).

## Biographie
Pierre Augustin Riquet est le fils de de Pierre Riquet, procureur d'office de Montlieu, et d'Elisabeth Dureau.
Avocat au parlement de Bordeaux, il est administrateur du département de la Charente-Inférieure en 1790 et est élu député en 1791. Il ensuite juge à Montgazon puis juge de paix du canton de Montgazon, poste qu'il occupe jusqu'à son décès. Il est aussi nommé conseiller général en 1800.

## Sources
- « Pierre Augustin Riquet », dans Adolphe Robert et Gaston Cougny, Dictionnaire des parlementaires français, Edgar Bourloton, 1889-1891 [détail de l’édition]